# Джико Осойски
Джико или Жико е български зограф и резбар от XIX век, представител на Дебърската художествена школа.

## Биография
Роден е в дебърското село Осой, Западна Македония. Икони от Джико има в Щипската галерия за икони и в църквата „Свети Георги“ в Струга.
Негов син е Исая Джиков (1820 - 1890) също е виден зограф.